# Mycosphaerella aleuritis
Mycosphaerella aleuritis är en svampart som först beskrevs av I. Miyake, och fick sitt nu gällande namn av S.H. Ou 1940. Mycosphaerella aleuritis ingår i släktet Mycosphaerella och familjen Mycosphaerellaceae.   Inga underarter finns listade i Catalogue of Life.